# Gymnastik under sommer-OL 2016 – Forskudt barre (damer)
Kvindernes forskudt barre under sommer-OL 2016 i Rio de Janeiro blev afholdt 14. august 2016 i HSBC Arena. Medaljerne blev overrakt af Alexander Zhukov, IOC medlem, Rusland og Alejandro Peniche, FIG eksekutivkomité medlem.

## Kvalifikation
| Rank | Gymnast           | Nation         | V Score | U Score | Straf | Total  | Kvalifikation |
| ---- | ----------------- | -------------- | ------- | ------- | ----- | ------ | ------------- |
| 1    | Madison Kocian    | USA            | 6.700   | 9.166   |       | 15.866 | Q             |
| 2    | Aliya Mustafina   | Rusland        | 6.800   | 9.033   |       | 15.833 | Q             |
| 3    | Gabrielle Douglas | USA            | 6.500   | 9.266   |       | 15.766 | Q             |
| 4    | Daria Spiridonova | Rusland        | 6.700   | 8.983   |       | 15.683 | Q             |
| 5    | Elisabeth Seitz   | Tyskland       | 6.600   | 8.866   |       | 15.466 | Q             |
| 6    | Sophie Scheder    | Tyskland       | 6.600   | 8.833   |       | 15.433 | Q             |
| 7    | Jessica López     | Venezuela      | 6.400   | 8.933   |       | 15.333 | Q             |
| 8    | Shang Chunsong    | Kina           | 6.700   | 8.600   |       | 15.300 | Q             |
| 9    | Fan Yilin         | Kina           | 6.900   | 8.366   |       | 15.266 | R             |
| 10   | Becky Downie      | Storbritannien | 6.800   | 8.433   |       | 15.233 | R             |
| 11   | Seda Tutkhalyan   | Rusland        | 6.500   | 8.633   |       | 15.133 | –             |
| 12   | Nina Derwael      | Belgien        | 6.600   | 8.533   |       | 15.133 | R             |

## Finale
| Placering | Gymnast                     | Vanskelighed | Udførelse | Straf | Total  |
| --------- | --------------------------- | ------------ | --------- | ----- | ------ |
| 1         | Aliya Mustafina · Rusland   | 6.800        | 9.100     |       | 15.900 |
| 2         | Madison Kocian · USA        | 6.700        | 9.133     |       | 15.833 |
| 3         | Sophie Scheder · Tyskland   | 6.600        | 8.966     |       | 15.566 |
| 4         | Elisabeth Seitz · Tyskland  | 6.600        | 8.933     |       | 15.533 |
| 5         | Shang Chunsong · Kina       | 6.700        | 8.733     |       | 15.433 |
| 6         | Jessica López · Venezuela   | 6.700        | 8.633     |       | 15.333 |
| 7         | Gabrielle Douglas · USA     | 6.500        | 8.566     |       | 15.066 |
| 8         | Daria Spiridonova · Rusland | 6.100        | 7.866     |       | 13.966 |